# Zdeněk Grygera
Zdeněk Grygera (Holešov, 14 de maio de 1980) é um ex-futebolista tcheco que atuava como lateral ou ala direito.

## Carreira
Zdeněk Grygera representou a Seleção Checa de Futebol, na Eurocopa de 2004, Copa do Mundo de 2006 e Euro 2008. 

## Títulos
Sparta Praga
- Gambrinus Liga: 2000–01, 2002–03

Ajax
- Eredivisie: 2003–04
- KNVB Cup: 2005–06, 2006–07
- Johan Cruijff Shield: 2005